# Ciclismo em Portugal

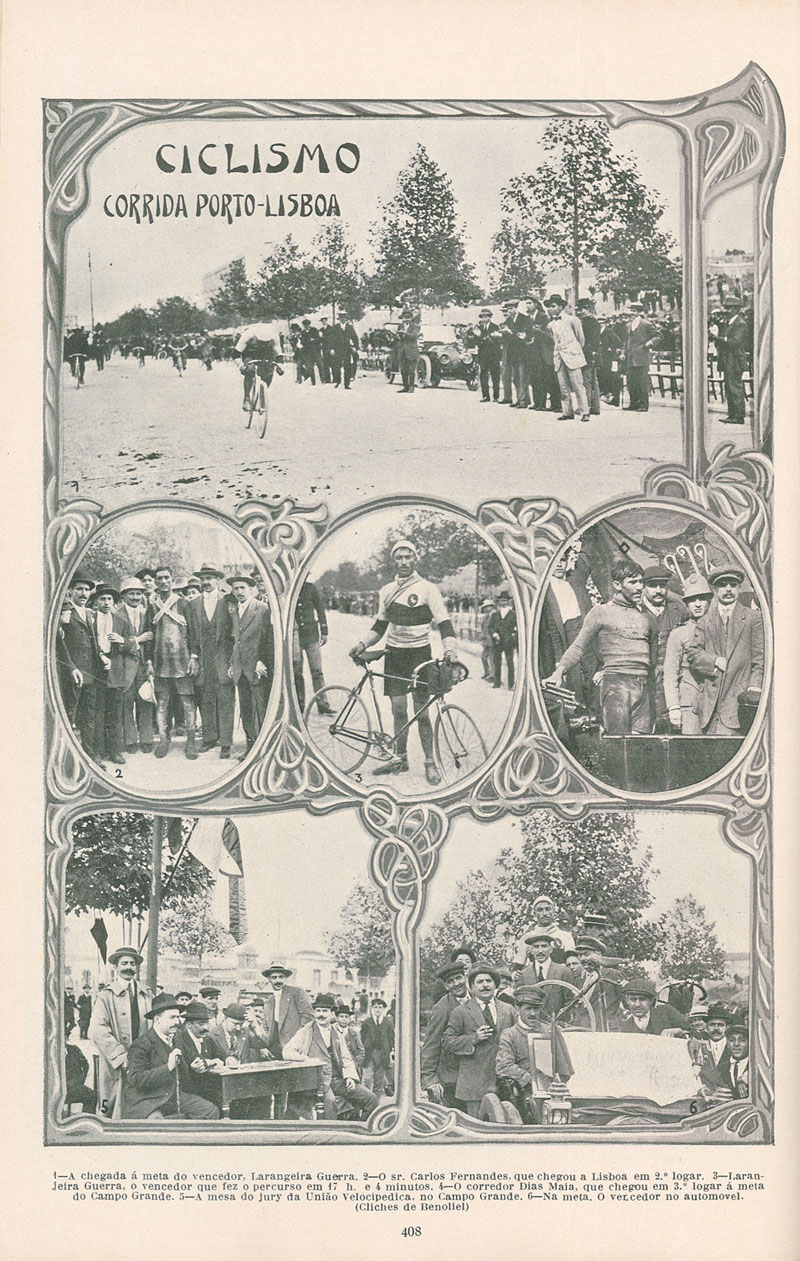
Porto-Lisboa na Illustração Portugueza 1912

O ciclismo é uma actividade com mais de cem anos de existência cuja história se confunde com a da bicicleta. Há mais de um século atrás, a bicicleta é a nova tecnologia que destabiliza o equilíbrio e renova as emoções associadas à velocidade e a novos passeios. É, no entanto, a destabilização das emoções gerada pelas corridas de bicicletas nos hipódromos, nos velódromos e nos espaços públicos que leva à estabilidade institucional do ciclismo de competição, com criação da União Velocipédica de Portugal em 1899 (UVP-FPC). e a invenção de eventos desportivos como a Clássica Porto-Lisboa e a Volta a Portugal.

## As primeiras corridas[3]

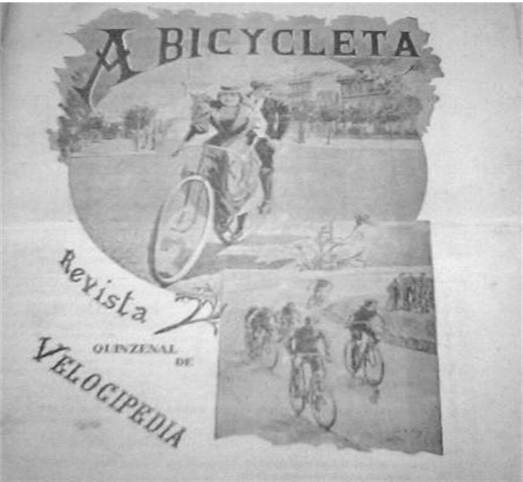
A Bicycleta 1895

No fim do século XIX, em Lisboa, circulam os diferentes protótipos de tal modo que as primeiras corridas realizadas nos hipódromos dividem os ciclistas por modelos: os velocípedes, os tandens e os triciclos. Estas corridas servem de animação às classes mais abastadas enquanto esperam as corridas de cavalos e os resultados destas primeiras corridas reflectem mais os caprichos das máquinas do que propriamente as qualidades físicas dos corredores. O ciclismo começa por ser uma prática de distinção social, jovens aristocratas e burgueses, não importa o género, usavam a bycicleta para fins díspares como o excursionismo, as corridas e os passeios nas avenidas. Os primeiros bycicles são trazidos por portugueses estudantes no estrangeiro, como Diogo de Orey que ao regressar dos estudos na Alemanha, traz o seu veículo, e filhos de estrangeiros como Herbert Dagge que rola em Lisboa com o seu bycicle em 1878 ou Eduardo Miching no Porto.
A primeira grande colectividade nacional a promover o ciclismo através da sua secção de velocipedia, foi o Real Gymnasio Club Português, fundado em 1875, onde José Diogo D'Orey se inscreveu, após o seu regresso da Alemanha.
Em 1880, na cidade do Porto, havia já suficientes bicicletas e entusiastas para se fundar o primeiro clube velocipedista do país: o Clube Velocipedista Portuense.  Nesse mesmo ano, essa nova agremiação desportiva organiza o seu primeiro evento, a primeira  corrida de bicicletas realizada em Portugal, entre o Senhor de Matosinhos e o Castelo da Foz do Douro, no dia 14 de Julho de 1880. 
A 4 de Julho de 1883 era inaugurado o primeiro velódromo do país, na Quinta de Salgueiros na cidade do Porto, pela Secção Velocipedista do Clube de Caçadores. Tinha o recinto o perímetro de 380 metros e largura de 80 metros.  Em Novembro desse mesmo ano é fundado um outro clube, o Sport In-Club. Seguiram-se nos anos de 1894 e 1895 o Sport Club do Porto, com sede na Rua dos Mártires da liberdade nº9, O Grupo Velocipédico do Porto, o Clube Velocipedista do Porto, a Sociedade Velocipédica e o Grupo Cyclista do Porto. Cada um destes clubes tinha dezenas de associados e alguns, como Real Velo Club e o Club Velocipedista do Porto várias centenas.
Na década de 80 do séc. XIX existem já em Portugal variados modelos de velocípedes, de tal modo que a 17 de Maio de 1885 é organizada em Lisboa, no contexto de um concurso de ginástica, uma das primeiras corridas de bicicletas, no Hipódromo de Belém.
São estes representantes de classes sociais abastadas, os primeiros campeões das pistas dos hipódromos, que também promovem os primeiros clubes velocipédicos e que, em 1893, fundam no Porto  o Velo Club, em 1894 chamado Real Velo Club do Porto em homenagem ao Rei D.Carlos que permitiu àquele clube a construção de um velódromo nos jardins do Palácio Real do Porto, actual Museu Nacional Soares dos Reis, onde ainda existe o referido velódromo então designado Velódromo Maria Amélia e inaugurado em 1895. Em 1891, é criado em Lisboa o Club Velocipedista de Portugal promotor das corridas entre Santarém e Sacavém. Em 1896 é inaugurado o Velódromo D. Carlos, em Algés.

## Publicações sobre velocipedia
Aparecem novos títulos de revistas e jornais especializados em assuntos ligados com a velocipedia como O Velocipedista (1883) no Porto; A Bicycleta (1895), O Velo-Sport (1896), O Sport-Velo(1897) em Lisboa. Na revista quinzenal de velocipedia A Bicycleta, de 1895, aparecem já fotografias de José Diogo d'Orey e de Eduardo Michin, bem como as respectivas biografias e notícias dos passeios que se realizam em redor de Lisboa.
A crescente popularidade das provas ciclistas leva José Bento Pessoa, considerado um dos heróis fundadores das vitórias lusas no ciclismo, a correr em praticamente todos os grandes eventos de ciclismo europeus da sua época, associado à Federação de Ciclismo Espanhola porque em Portugal ainda não existe tal entidade. Ao realizar uma prova sem inscrição prévia na dita Federação é multado o que motivou a criação da União Velocipédica Portuguesa.

## As corridas nas ruas
A corrida de bicicletas sai do espaço fechado e pago do velódromo e vai para a rua. Em 1902, a UVP organiza provas de 50 quilómetros em Viana do Castelo, Portalegre, Évora, Estremoz, Barreiro e em Lisboa com o percurso até à Azambuja. Na revista Stadium, publicam fotos onde a multidão assiste à corrida na calçada da Glória que, já em 1910, Alfredo Luís Piedade e Pedro José de Moura disputavam entre si o recorde.  

### Os 50 e 100km
Nos 50 Km clássicos destaca-se Quirino de Oliveira, do clube Campo de Ourique, que vence por três vezes consecutivas (1927, 1928 e 1929), logo seguido por Nicolau que vence por duas vezes (1932 e 1933).

### Clássica Porto-Lisboa
O Porto – Lisboa, tem a primeira edição em 1911. O primeiro vencedor do Porto-Lisboa é Charles George que demora cerca de 18h, João Francisco vence a prova por três vezes (1927,1928,1933), feito repetido, logo a seguir, por José Maria Nicolau (1932, 1934 e 35) e, décadas mais tarde, Fernando Mendes (1971,72 e 73). Em 1942, Eduardo Lopes faz um tempo recorde que levaria 14 anos a ser batido (o mais longo da prova). Em 1958, Carlos Carvalho realiza a prova em praticamente metade do tempo do primeiro vencedor graças a algumas melhorias da estrada e também da própria bicicleta que, entretanto, reduziu muito o seu peso e tem já um quadro de mudanças que aliviam o esforço o que demonstra que, na maior parte dos casos, a comparação de recordes só faz sentido se se pretende avaliar também a mudança tecnológica associada à performance humana. A partir dos anos 70, com a melhoria da estrada as principais dificuldades que geravam incerteza na vitória suavizaram e a prova acabou em 2004 por a sua extensão ser incompatível com os novos regulamentos da União Ciclista Internacional.

### As Voltas
O período entre as duas grandes Guerras é profícuo na criação de grandes eventos de ciclismo, com a Volta a Lisboa em 1923, com duas Voltas a Portugal em 1927, uma organizada pelo Sporting do Porto e outra pelos jornais de Lisboa, Diário de Notícias e Os Sports, se bem que só a que é organizada por estes últimos vinga, e em 2013 celebrou a 75ª edição.

## As mulheres nas corridas das primeiras décadas
Oceana Zarco participa não só na Volta a Lisboa como também vence a Volta ao Porto e a Volta a Setúbal. Na década de vinte há vários registos de mulheres no cicloturismo e um exemplo disso mesmo é a própria mulher de Gil Moreira, que o acompanha em várias provas, mas Oceana corre com equipamento parecido ao dos homens, algo que a distingue das poucas mulheres contra quem disputa estas competições. Desde o início do século que nos jornais se discute qual a relação que a mulher deve ter com a biciceta, nomeadamente sobre o tipo de vestuário em que a ciclista é sempre comparada com as amazonas. O jornal Campeão, em 1900, tem inclusive duas rubricas regulares, uma sobre a bicycleta e a saúde e outra sobre a bicycleta e a mulher. Nos aspectos ligados com a saúde recomenda-se exercício moderado para crianças e jovens que também é receitado para meninas nervosas como meio de combater o sedentarismo e cultivar em simultâneo o vigor, a graça e a beleza(Campeão, 14/10/1900) e, para além disso, considera-se imperioso proibir a bicicleta a menores de 12 anos.

## Os grandes eventos da atualidade
Para além da Volta existem outras corridas por etapas de referência, destacando-se as outras provas do UCI Europe Tour, o Grande Prémio Internacional de Torres Vedras (cuja primeira edição data de 1978), a Volta ao Alentejo (que aconteceu em 1983 apesar do conceito ter sido inventado em 1952) e a Volta ao Algarve (que se iniciou em 1977 mas em 1936 e 1947 realizou-se uma prova já com esta denominação ). A singularidade de cada um destes eventos constrói-se na relação que estabelece com a respectiva região, nomeadamente com as autarquias e empresas que suportem as despesas da sua produção.

## Obras de Referência
- Agostinho, Amigos de Joaquim, Memórias do Campeão Joaquim Agostinho, Torres Vedras, Amigos de Joaquim Agostinho, 2003.
- Barbosa, Alves. A bicicleta e a sua história, Almargem do Bispo, Padrões Culturais, 2007.
- Barbosa, Alves, e José Magalhães Castela. A Magia do Tour – Participação dos corredores portuguesas, Coimbra, Minerva, 2009.
- Barroso, Miguel. História do Ciclismo em Portugal. Lisboa: CTT, 2001 ISBN 972-9127-69-7
- Bispo, Raminhos. 25 anos do Clube de Ciclismo de Tavira. Tavira, Clube de Ciclismo, 2004.
- Cardoso, J. Sousa. Ginásio Clube Figueirense, subsídios para a sua história (1895-1944), Figueira da Foz, CMFF, 1944.
- Castela, J. Magalhães. Venceslau Fernandes - Uma vida em duas rodas. Ed. Sete Caminhos, 2007.
- Castela, J. Magalhães. Paulo Ferreira - Dever Cumprido. Ed. Gondomar Cultural, 2010.
- Castela, J. Magalhães. Ribeiro da Silva - O Português Voador. Ed. Fundação A LORD, 2015.
- Chagas, Ofir. 80 Anos ao Serviço do Desporto Tavirense (1928-2008). Edição do Autor, 2008.
- Correia, Romeu. José Bento Pessoa, Biografia. Figueira da Foz, Casino da Figueira, 1974.
- Ferreira, António, Florido, Carlos. À Volta de Cândido Barbosa. Lisboa, Guerra e Paz, 2008.
- Freitas, Amadeu José. Agostinho … e eu, Porto, União Gráfica, 1971.
- Gago, Cândido Matos. O Ciclismo no Alentejo: Seu Aparecimento e Evolução Desde Finais do séc. XIX pelo XX adentro. Grândola: Câmara Municipal de Grândola, 2002
- Gomes, Neto. Joaquim Apolo: Fiz Aquilo Que Pude Para A Alegria Dos Louletanos, Loulé, Edição da Câmara Municipal de Loulé, 2006.
- Lino, Mário. Uma história pintada a amarelo – 2006 o ano de Alves Barbosa Caldas da Rainha, Museu do Ciclismo das Caldas da Rainha, 2006.
- Lino, Mário. As Origens da Volta e os "duelos" Nicolau e Trindade. Caldas Editora, 2009.
- Lino, Mário. A Aventura do Primeiro Porto-Lisboa em Bicicleta. Caldas Editora, 2011.
- Lopes, Eduardo Cunha. Em Memória de Eduardo Lopes - Glória e Drama de um Campeão de Ciclismo. Edição Bubok, 2014.
- Lopes, Eduardo Cunha. Copa España. Edição Bubok, 2016
- Lopes, Eduardo Cunha. As XXIV Horas do Metropolitano. Edição Bubok, 2017
- Lopes, Eduardo Cunha. Américo Raposo - Biografia. Edição Bubok, 2018.
- Marchand, Filipe D'Orey. Primórdios do Ciclismo em Portugal - Tributo a José Diogo de Albuquerque D'Orey, Campeão do Séc.XIX. Chiado Books, 2018.
- Miranda, Carlos. Joaquim Agostinho, Lisboa, Produções Literárias Apolo, Lda., 1977.
- Monteiro, Amândio Nunes. Ciclismo e Ciclistas - Memórias de um veterano. Edição do Autor, 2011.
- Moreira, Abílio Gil. A. B. C. do ciclismo, Lisboa, Emp. Nac. de Publicidade, 1964.
- Moreira, Abílio Gil. A história do ciclismo português: no seu já um século de existência e o que tem sido a sua ligação com a velocipedia internacional, Alcobaça, Ed. do Autor, 1980.
- Pais, José João Marques Pais. História do Ciclismo em Alpiarça, Alpiarça, 2002.
- Pereira, Teresa Sancha. Os Desportistas na Toponímia de Lisboa, Lisboa CML, 2004.
- Pinto, Rodrigo, Lino, Mário. UVP-FCP, Cem anos de ciclismo, Barreiro, Edições ASA, 1999.
- Raleiras, Carlos. Joaquim Gomes – Sempre o último, sempre o primeiro, Venda do Pinheiro, Imagine, 2003.
- Reis, Manuel (Coord), A história do Sport Lisboa e Benfica em duas rodas, Vila Nova de Gaia, Ausência, 2000.
- Redondo, Belo. Guia da Volta a Portugal em Bicicleta: História da Volta. Lisboa: Empresa Nacional de Publicidade, 1935
- Santos, Ana. Volta a Portugal em Bicicleta: Territórios, Narrativas e Identidades. Lisboa: Mundos Sociais, 2011a. ISBN 978-989-96783-9-2
- Santos, Ana. «A História da Volta a Portugal em bicicleta», in NEVES, J.; DOMINGOS, N. (ed)Uma História do Desporto em Portugal. Lisboa: Quinodi, Vol.II, 2011b, pp.7-49 ISBN 978-989-554-888-0
- Santos, Ana. «História do ciclismo», in NEVES, J.; DOMINGOS, N. (ed)Uma História do Desporto em Portugal. Lisboa: Quinodi, Vol.III, 2011c, pp.13-36 ISBN 978-989-554-889-7